# Новак Вујадиновић
Новак Милошев Вујадиновић (1835-1892) рођен је 1835. године на Доњем Момчу у Кучима, гдје је и умро 1892. године. Био је алајбарјактар црногорске војске и перјаник књаза Николе. Један је од највећих црногорских јунака, а посебно се истакао у бици на Фундини 2. августа 1876. године када је 5000 бораца одбранило своје породице од 20 000 турских војника. Том приликом посјекао је 74 турске главе и добио царско одликовање из Русије, као и необичан дар од групе руских племића: јатаган у корицама украшеним са 74 дијаманта (симболична бројка, колико је посјекао турских глава на Фундини). Глас Црногорца је писао о његовој смрти  и парастосу у Никшићу , а објавио је и пјесму њему у част, коју је написао Ђуро Перовић. Пјесма се зове Приликом смрти Новака Милошева, а у вези анџра којег је добио из Русије, у једном од стихова пише: Нос' га Србе, дич' се њиме, У животу цјелом твом... 
Нада Вујадиновић праунука Новака Милошева у књизи Покрадени Јатаган наводи да је књаз Никола Петровић питао Новака да му да јатаган, јер наводно жели да га покаже својим гостима из иностранства. Новак му га даде под условом да га добије натраг.
| „ | Пролазило је вријеме, а јатаган није био враћен. Новак је после неког времена тражио од кнеза Николе да добије јатаган натраг, али кнез је одговорио да га је послао у Беч како би му се аустријски цар дивио. Новак је почео да сумња у кнежеву искреност, па се упутио на Цетиње да би се лично са њим суочио. Кнез је наводно био на Ријеци Црнојевића, али су његови перјаници Новаку предали јатаган, али без брилијаната, са 74 празне лежишта. За Новака, који не би оклијевао ни тренутка да да живот за кнеза, ово је био страшан ударац. Када се вратио кући, у село Момче. Рекао је: „Оно Станино копиле ме је преварило!“ (Стана је била кнежева мајка). Легао је у кревет и умро исте ноћи. Те 1892. имао је 52 године... | ” |

 Покрадени Јатаган - Надa Нидоли Вујадиновић
Јатаган који је Новак Милошев добио на поклон од руских племића, данас се чува у музеју на Медуну. На јатагану је изгравирано:
| „ | Кољем душмане у боју, ако клечи не ударам. | ” |

и:
| „ | Храбром Новаку Милошеву од Руса | ” |

## Галерија
- Споменик у Кучима подигнут 2006. године
- Сабља Новака Милошева
- Сабља Новака Милошева